# Roca Vay
Der Roca Vay (spanisch) ist ein isolierter Klippenfelsen im Archipel der Südlichen Shetlandinseln. Er liegt südwestlich des Roca Norte und rund 35 km nördlich des Kap Smith von Smith Island.
Argentinische Wissenschaftler benannten ihn. Der weitere Benennungshintergrund ist nicht überliefert.